# 13337 Sampath
13337 Sampath è un asteroide della fascia principale. Scoperto nel 1998, presenta un'orbita caratterizzata da un semiasse maggiore pari a 2,7335004 au e da un'eccentricità di 0,0616929, inclinata di 1,43152° rispetto all'eclittica.